# Naka-ku (Nagoja)
Naka (japonsky: 中区, Naka-ku) je městská čtvrť, ležící přímo v centru města Nagoja v prefektuře Aiči. K 1. dubnu roku 2018 měla tato čtvrť 87 302 obyvatel na rozloze 9,38 km². Na severním okraji, na hranici se čtvrtí Kita-ku se vypíná Nagojský hrad.

## Zeměpis
Čtvrť Naka obklopuje celkem osm sousedních čtvrtí Nagoje: od severu ve směru hodinových ručiček to jsou čtvrti
- Kita-ku (北区),
- Higaši-ku (東区),
- Čikusa-ku (千種区),
- Šówa-ku (昭和区),
- Acuta-ku (熱田区),
- Nakagawa-ku (中川区),
- Nakamura-ku (中村区) a
- Niši-ku (西区)

Její hranice tvoří ulice Sakura-dóri (桜通り), Ócu-dóri (大津通り), Fušimi-dóri (伏見通り) a Curumai-dóri (鶴舞通り). Sídlí zde prefekturní úřad prefektury Aiči i městský úřad Nagoje. Čtvrtí protékají řeky Horikawa (堀川 a její přítok Šinhorikawa (新堀川). V části zvané Sakae (栄) jsou obří podzemní obchodní domy, sloužící zejména obchodním řetězcům Mitsukoshi Ltd. (株式会社三越) a Matsuzakaya Co.,Ltd. (株式会社松坂屋).